# Francolise
Francolise é uma comuna italiana da região da Campania, província de Caserta, com cerca de 4.846 habitantes. Estende-se por uma área de 40 km², tendo uma densidade populacional de 121 hab/km². Faz fronteira com Calvi Risorta, Carinola, Falciano del Massico, Grazzanise, Pignataro Maggiore, Sparanise, Teano.

## Demografia
| Variação demográfica do município entre 1861 e 2011                               |
|                                                                                   |
| Fonte: Istituto Nazionale di Statistica (ISTAT) - Elaboração gráfica da Wikipedia |